# Rue du Temple (Reims)
La rue du Temple est une voie de la commune de Reims, située au sein du département de la Marne, en région Grand Est.

## Situation et accès
La rue du Temple appartient administrativement au quartier Centre-ville de Reims.
La voie est à double sens sur une partie sa longueur, l'espace devant les halles est piétonnier.

## Origine du nom
Cette voie est nommée d'après l'église et les bâtiments de la Commanderie de Templiers, qui étaient situés entre les actuels boulevard Lundy et rue du Temple.

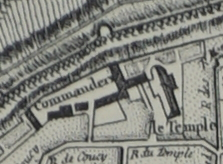
La rue du Temple et la Commanderie en 1775.

## Historique
La rue du Temple qui était citée en 1600, est prolongée, en 1841, par l'absorption de la « rue des Écus », d'une partie de la « rue de Coucy » et de la « place Cana ».
En 1886 l'autre partie de la « rue de Coucy » fut absorbée par la rue du Temple, qui en était la continuation, en raison de la nouvelle dénomination de la rue Notre-Dame, devenue rue Robert-de-Coucy,.
La rue fut grandement remaniée après la Grande Guerre et le marché déplacé de la place du Forum aux nouvelles halles. C'est là que se trouvent confrontées deux tendances de l'Art déco, courbes épurées et béton brut pour le Boulingrin et de l'autre côté de la rue ; des immeubles avec une décoration de mosaïques, de garde-corps, de ferronneries, qui forment une peau. Mais aussi des alliances pierre calcaire et briques...

## Bâtiments remarquables et lieux de mémoire
- les Halles centrales de Reims[4].
- Au 25 : un immeuble de rapport et commerce de fromagerie de M. Boscher construit en 1922. Les architectes sont Edmond Herbé et Maurice Deffaux, avec des céramiques Gentil et Bourdet[5].

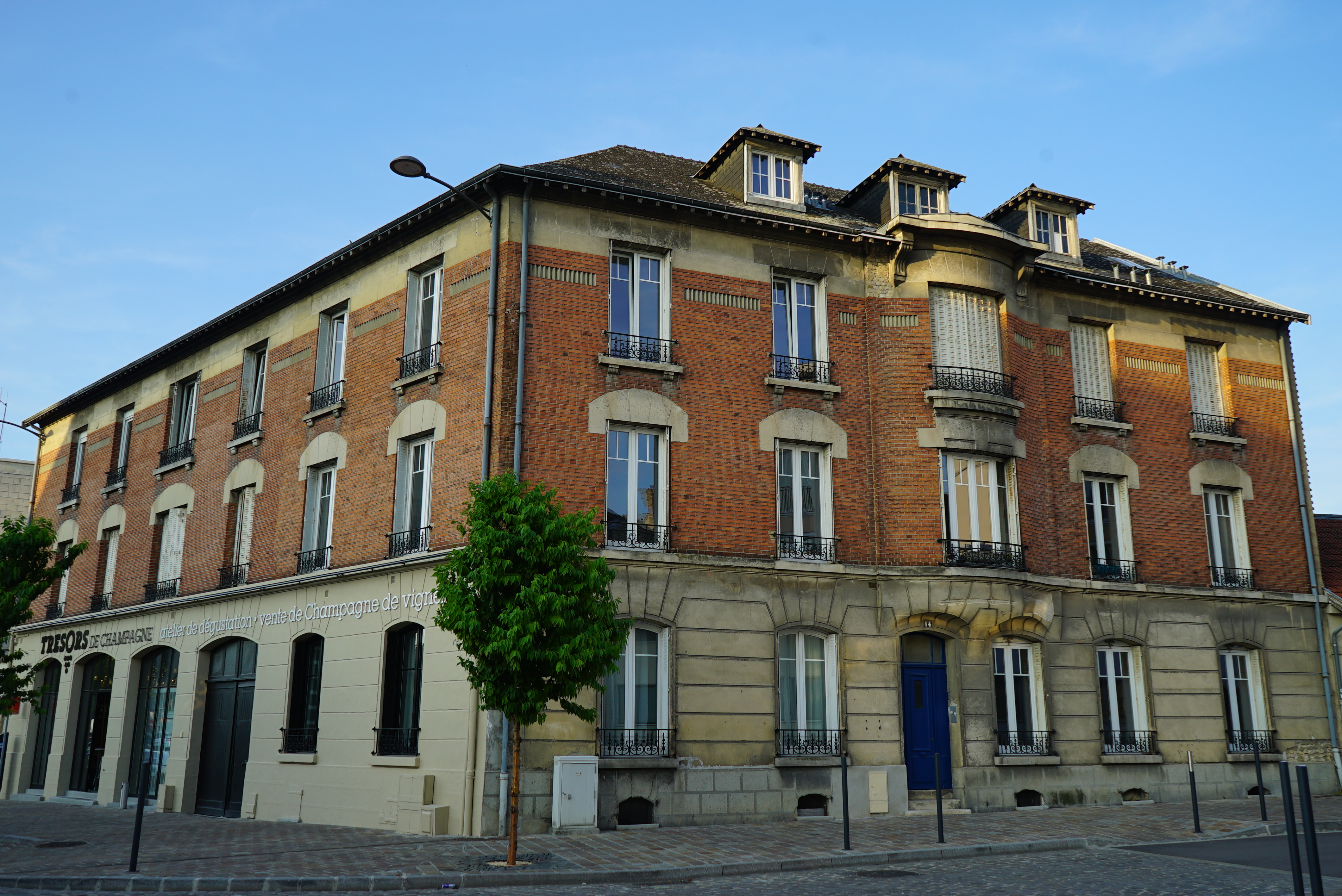
La rue au 14.
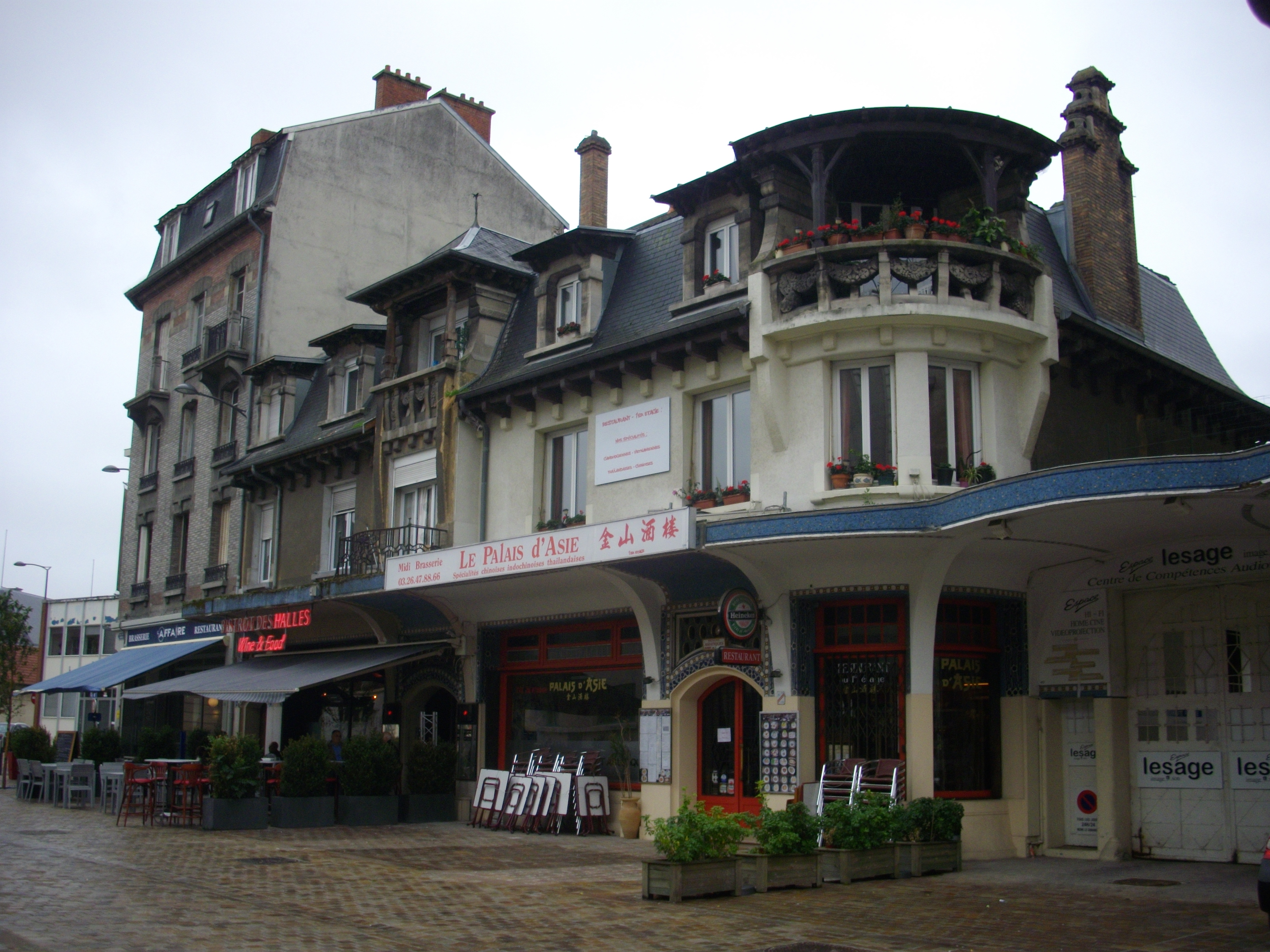
immeuble art déco du 23 de la rue du Temple.
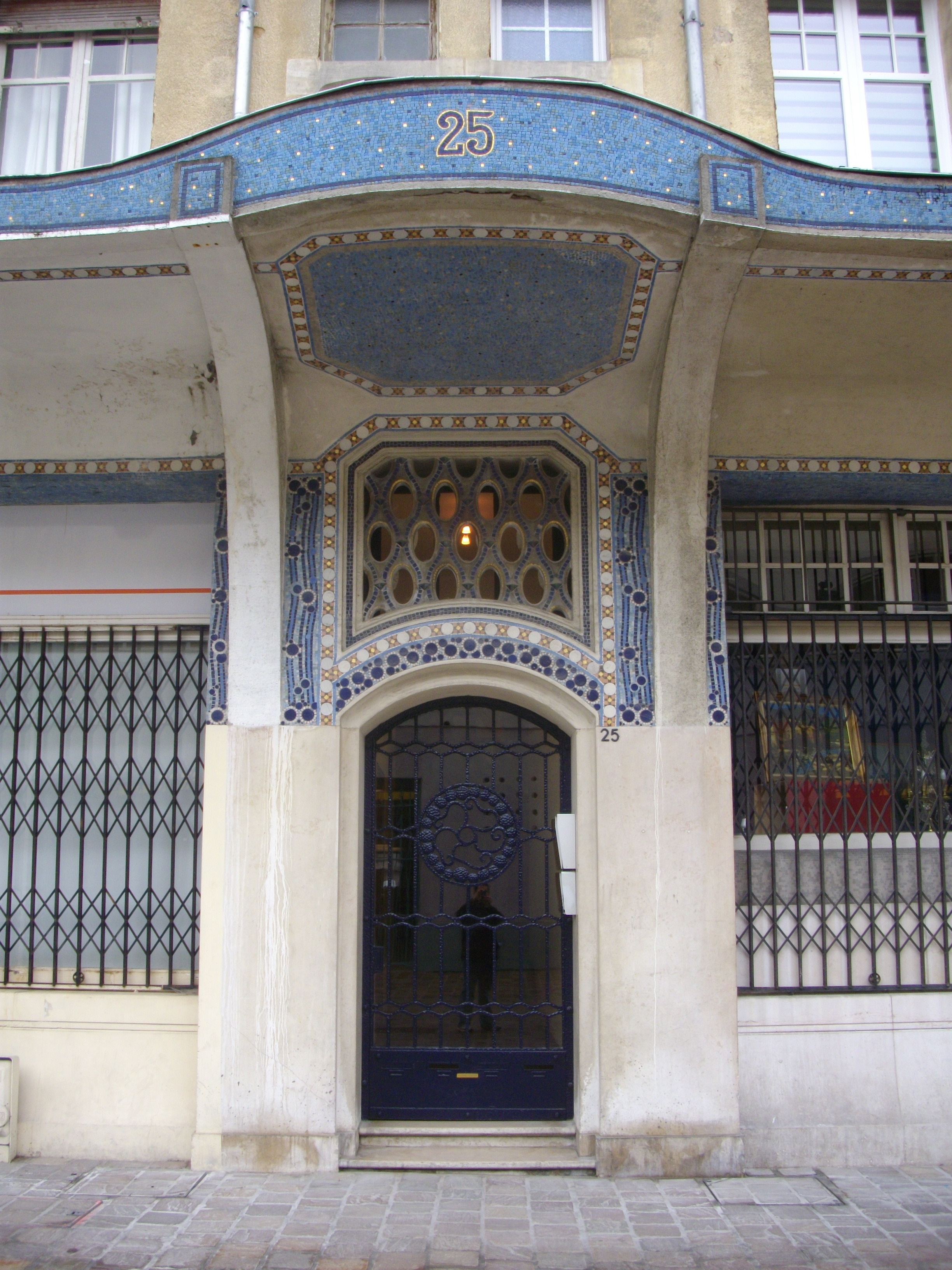
Détail du 25.
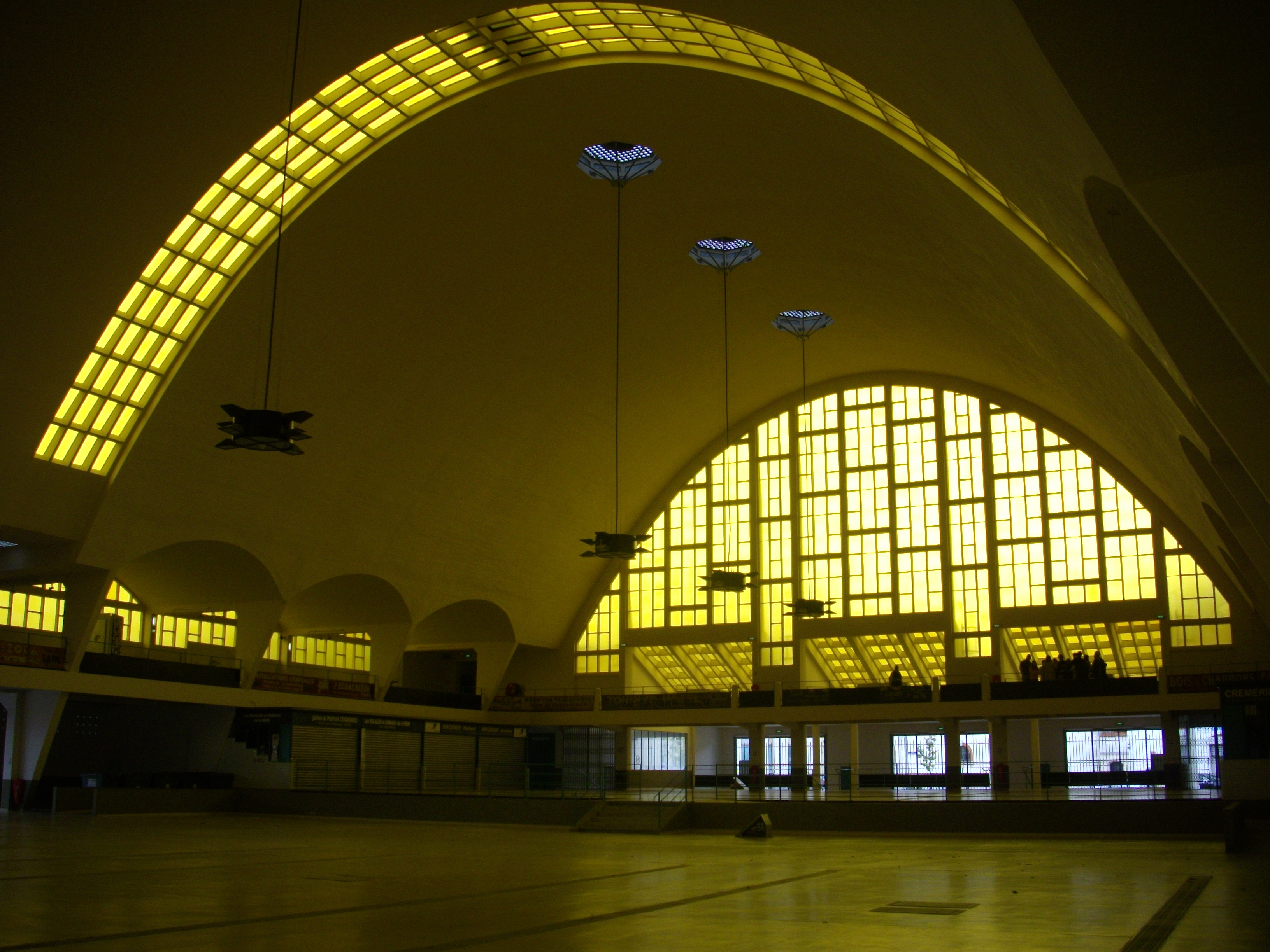
L'intérieur des Halles centrales de Reims.
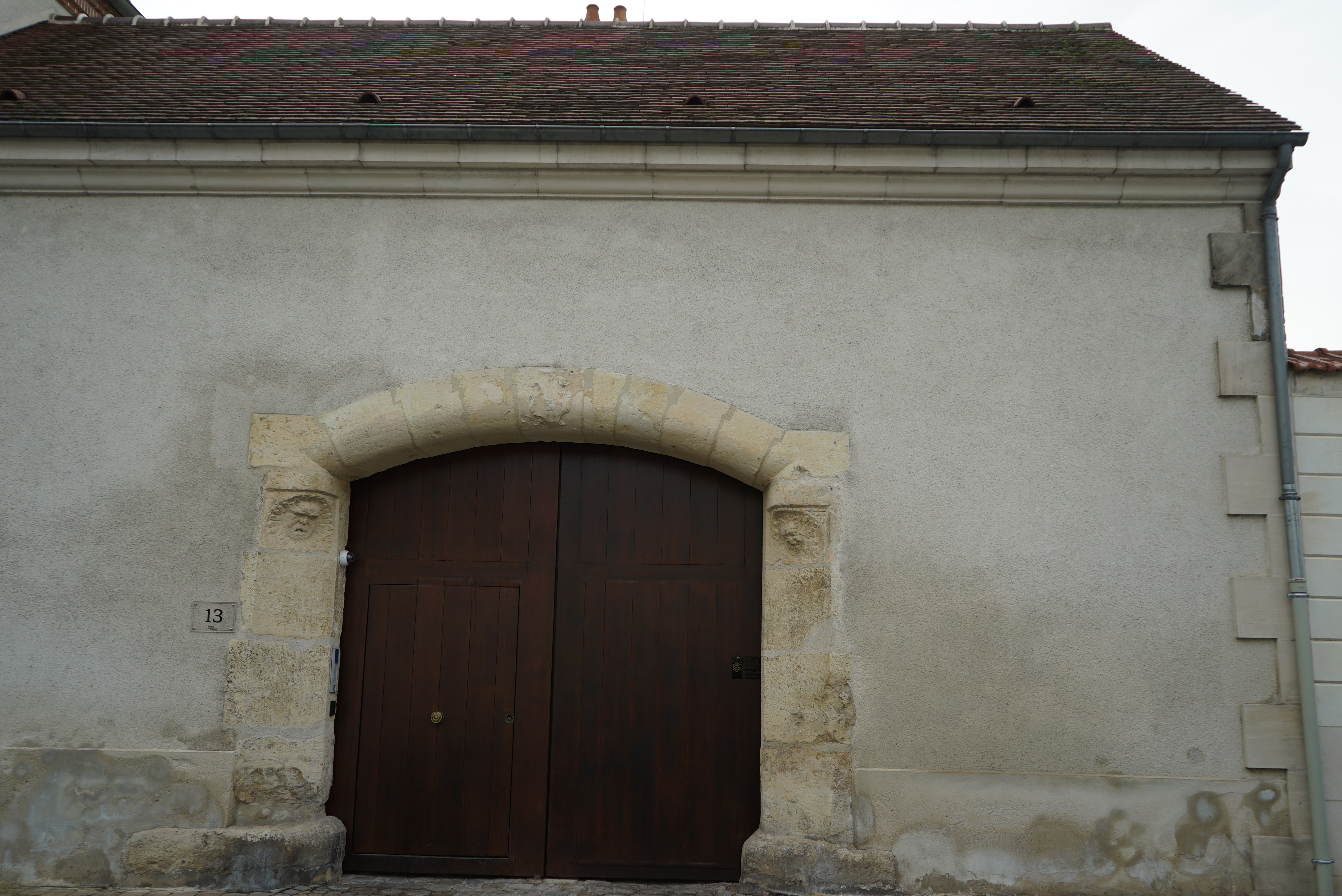
Porte donnant sur l'Hôtel du Marc, N°13.